# 43P/Wolf-Harrington
43P/Wolf-Harrington est une comète périodique du système solaire découverte par Max Wolf à Heidelberg le 22 décembre 1924.
Le diamètre de son noyau est de 3,6 kilomètres.